# Quick Reaction Alert

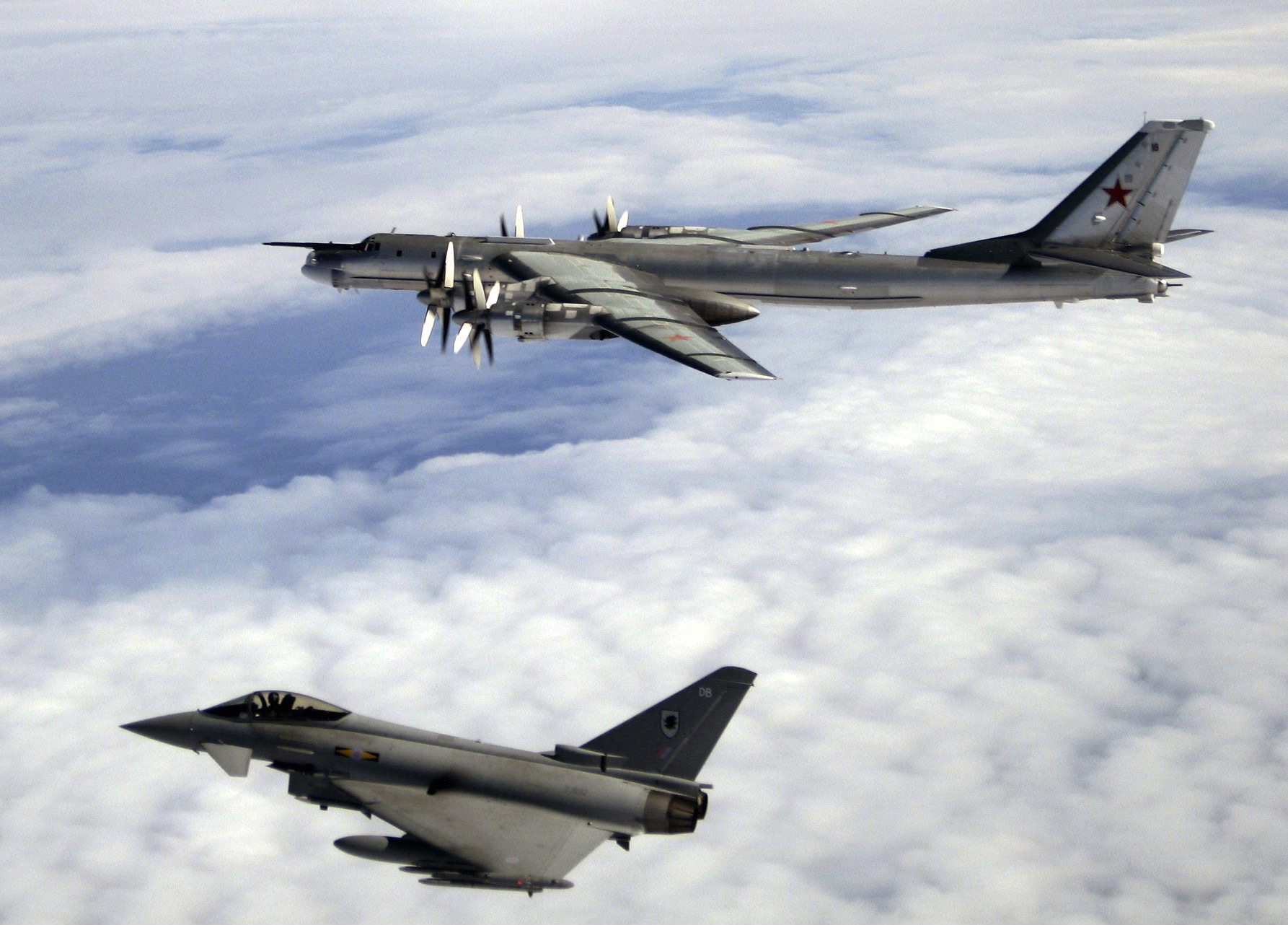
Een QRA-Typhoon van de RAF onderschept een Russische Tu-95 Bear boven de Noord-Atlantische Oceaan.

De Quick Reaction Alert (QRA) is een zeer hoge staat van paraatheid, waarbij jachtvliegtuigen worden gebruikt om het luchtruim van de NAVO te beschermen en om nationale taken uit te voeren. Het houdt in dat na een oproep van de luchtmacht-gevechtsleiding binnen enkele minuten een aantal straaljagers in de lucht kan worden gebracht. Hoeveel minuten het duurt voor de toestellen in de lucht kunnen zijn hangt af van het dreigingsniveau, maar zal nooit groter dan een bepaald maximum zijn. Als de dreiging omhoog gaat kan deze reactietijd steeds naar beneden toe bijgesteld worden om zo snel mogelijk inzetbaar te zijn. Een oproep wordt in vaktermen een scramble genoemd. Een scramble wordt bijvoorbeeld uitgevoerd als een vliegtuig met onbekende identiteit op de radar wordt waargenomen of als een vliegtuig nalaat radiocontact op te nemen op de voorgeschreven luchtverkeersleidingsfrequentie. Ook kan in geval van nood de hulp worden ingeroepen van deze militaire straaljagers om bijvoorbeeld een inspectie op beschadigingen uit te voeren door in formatie met het bewuste vliegtuig te gaan vliegen.

## Benelux-samenwerking
België, Nederland en Luxemburg zijn op 1 januari 2017 gestart met de gezamenlijke bewaking van het Benelux-luchtruim met jachtvliegtuigen. Belgische en Nederlandse jachtvliegtuigen lossen elkaar om de vier maanden af. Om beurten hebben België en Nederland daarvoor twee F-16's gereed staan, de Quick Reaction Alert (QRA). De "Quick Reaction Alert" (QRA) houdt in dat 24 uur per dag twee jachtvliegtuigen paraat staan die binnen vijftien minuten in de lucht kunnen zijn om het luchtruim tegen vijandelijke indringers te beschermen. De samenwerking levert een belangrijk voordeel/bezuiniging op, want tot eind 2016 hielden zowel België als Nederland hiervoor permanent twee jachtvliegtuigen paraat.
De Quick Reaction Alert heeft zowel een militaire taak in NAVO-kader als een taak voor de bewaking van het nationale luchtruim. Ten aanzien van de nationale taak kunnen de Nederlandse en Belgische jachtvliegtuigen in het uiterste geval opdracht krijgen om dodelijk geweld toe te passen tegen een burgerluchtvaartuig waarvan een terroristische dreiging uitgaat. Inzetopdrachten kunnen alleen worden gegeven door de nationale autoriteiten van het luchtruim waarin het incident zich voordoet. Luxemburg heeft het gebruik van dodelijk geweld in het eigen luchtruim uitgesloten.
De overheid van het land in wiens luchtruim de dreiging zich voordoet, geeft de opdracht. Belgische jachtvliegtuigen die in het Nederlandse luchtruim een toestel moeten onderscheppen, handelen dan in opdracht van de Nederlandse minister van Veiligheid en Justitie. Die geeft de instructies door via het Air Operations Control Station Nieuw Milligen in Nieuw Milligen. Nederlandse F-16's boven België voeren de opdracht uit via het Control and Reporting Center in Bevekom onder verantwoordelijkheid van de Belgische minister van Defensie. De bevoegde autoriteit van Luxemburg is de minister van Defensie. De QRA wordt uitgevoerd beurtelings vanaf de Belgische vliegbasissen Kleine-Brogel en Florennes en de Nederlandse vliegbasissen Volkel en Leeuwarden.
Het grote voordeel van dit akkoord is uiteraard dat de beide luchtmachten hun uitgespaarde middelen en piloten elders kunnen inzetten; om meer te trainen of internationaal in te zetten als dat moet. “Belgische en Nederlandse F-16’s lossen elkaar ongeveer elke vier maanden af”.
In maart 2015 tekenden de ministers van Defensie van Nederland, België en Luxemburg al het Renegade-akkoord, tijdens de tweede Thalassa top. Daarin kwamen ze overeen dat ze de bewaking van burgervliegtuigen waarvan een terroristische dreiging uitgaat vanaf 1 januari 2017 volgens een beurtrol zullen uitvoeren. De Benelux-landen en Frankrijk hebben op 16 februari 2017 een aanvullend verdrag gesloten over luchtruimbewaking. Deze overeenkomst maakt het juridisch mogelijk dat Nederlandse jachtvliegtuigen vanuit België of Luxemburg de Franse noordgrens passeren als zij een verdacht burgertoestel volgen, totdat Franse militaire toestellen deze taak hebben overgenomen. België en Frankrijk hebben reeds een onderling verdrag op dit gebied. Het verdrag met Frankrijk voorkomt dat er lacune ontstaat op dit gebied als Nederland de QRA-beurt heeft en België geen jachtvliegtuigen paraat heeft staan. Omdat de samenwerking betrekking heeft op de grens van Frankrijk met België en Luxemburg, is het niet nodig dat Franse jachtvliegtuigen tot in het Nederlandse luchtruim komen. Dit is ook in het verdrag vastgelegd. Elk land heeft op elk moment het recht om de eigen militaire toestellen naar huis terug te roepen. Verder zullen de militaire toestellen in het kader van dit verdrag met Frankrijk geen dodelijk of destructief geweld toepassen. Het verdrag wordt voorafgaand aan ratificatie voorlopig toegepast, zodat Nederlandse F-16’s vanaf 1 mei 2017 Frankrijk kunnen binnenvliegen als dat nodig is.
“Deze overeenkomst tegen de luchtdreiging is zonder meer baanbrekend”, zegt Belgische minister van Defensie Steven Vandeput. “Het is ongezien dat wij als land toestaan dat een vliegtuig van een andere natie boven ons eigen land zou optreden. Dit gebeurt weliswaar onder bevoegdheid van de nationale autoriteiten, maar het zou dus kunnen dat we bij een bedreiging boven België Nederlandse F-16’s in ons luchtruim aan het werk zien.”

## Vliegtuigen
In Nederland staan de vliegtuigen die 24 uur per dag en 365 dagen per jaar voor zo'n missie gebruikt worden afwisselend gestationeerd op Leeuwarden (EHLW - LWD) en Volkel (EHVK - VKL). Deze vliegtuigen zijn afkomstig van 322 squadron op Leeuwarden en van 312 en 313 squadron op Volkel, maar tijdens een QRA-stand-by zijn ze in opdracht van de Nato Air Defense. Hun callsign (roepnaam) tijdens een QRA is AJ (Alpha Juliet) voor vliegtuigen afkomstig van vliegbasis Leeuwarden en AG (Alfa Golf) voor vliegtuigen afkomstig van vliegbasis Volkel. Deze twee letters worden gevolgd door 2 cijfers.

## Nederland
QRA's worden in Nederland gecoördineerd vanuit het Air Operations Control Station Nieuw Milligen (AOCS NM). De QRA-taak rouleert over vliegbasissen die beschikken over F-16's. De QRA is afwisselend gestationeerd op de Vliegbasis Leeuwarden en Vliegbasis Volkel. Op 29 maart 2024 werd de QRA door Nederland voor het laatst met F-16's gevlogen. De taak is bij de Nederlandse luchtmacht overgenomen door de F-35.

## België
QRA's worden in België gecoördineerd vanuit het Control and Reporting Center (CRC) in Bevekom. De QRA-taak rouleert over vliegbasissen die beschikken over F-16's. De QRA is afwisselend gestationeerd op de Vliegbasis Kleine-Brogel en Vliegbasis Florennes.